# Cheshire Cat (album)
Cheshire Cat is het debuutalbum van de Amerikaanse punkband Blink-182. Het werd uitgebracht op 17 februari 1995 door Cargo Music. Het is het enige blink-182 album dat uitgebracht werd onder de bandnaam Blink, de originele naam kan worden teruggevonden op oude kopieën van de cd.
Het werd uitgebracht in het jaar dat punkrock doorbrak in Californië. Het album bracht de band een zekere hoeveelheid succes in San Diego. De band begon een fanbasis op te bouwen. "M+M's" en "Wasting Time" werden als singles uitgebracht op het album te promoten, "M+M's" en "Carousel" werden opgenomen in blink-182's Greatest Hits album.

## Tracklist
| Nr.              | Titel                   | Lengte |
| ---------------- | ----------------------- | ------ |
| 1.               | "Carousel"              | 3:14   |
| 2.               | "M+M's"                 | 2:39   |
| 3.               | "Fentoozler"            | 2:04   |
| 4.               | "Touchdown Boy"         | 3:10   |
| 5.               | "Strings"               | 2:25   |
| 6.               | "Peggy Sue"             | 2:38   |
| 7.               | "Sometimes"             | 1:08   |
| 8.               | "Does My Breath Smell?" | 2:38   |
| 9.               | "Cacophony"             | 3:05   |
| 10.              | "TV"                    | 1:41   |
| 11.              | "Toast and Bananas"     | 2:42   |
| 12.              | "Wasting Time"          | 2:49   |
| 13.              | "Romeo and Rebecca"     | 2:34   |
| 14.              | "Ben Wah Balls"         | 3:55   |
| 15.              | "Just About Done"       | 2:16   |
| 16.              | "Depends"               | 2:48   |
| Totale speelduur |                         | 41:55  |

## Bandleden
- Mark Hoppus - zang, basgitaar
- Tom DeLonge - zang, gitaar
- Scott Raynor - drums